# География Небраски

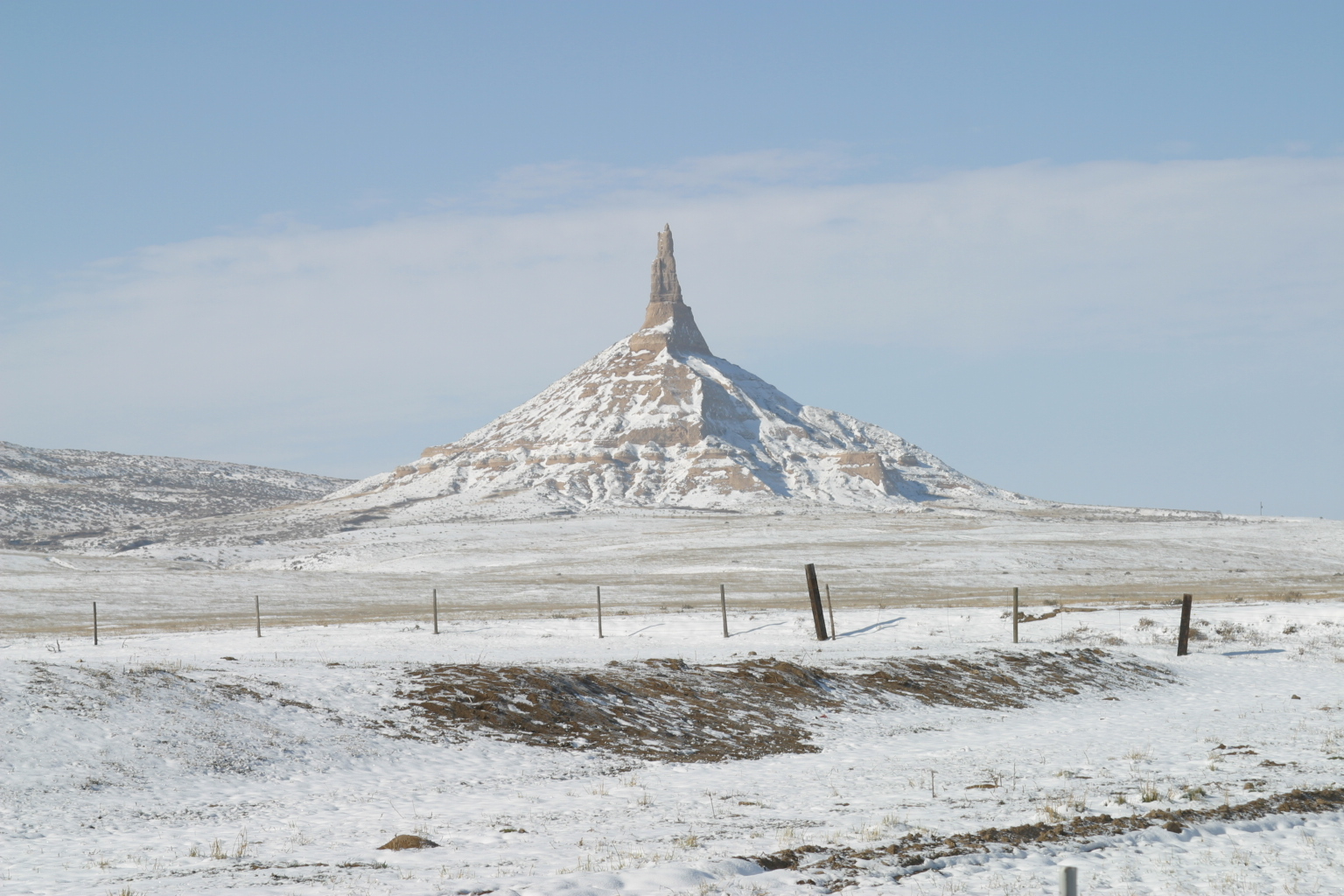
Чимни-Рок зимой

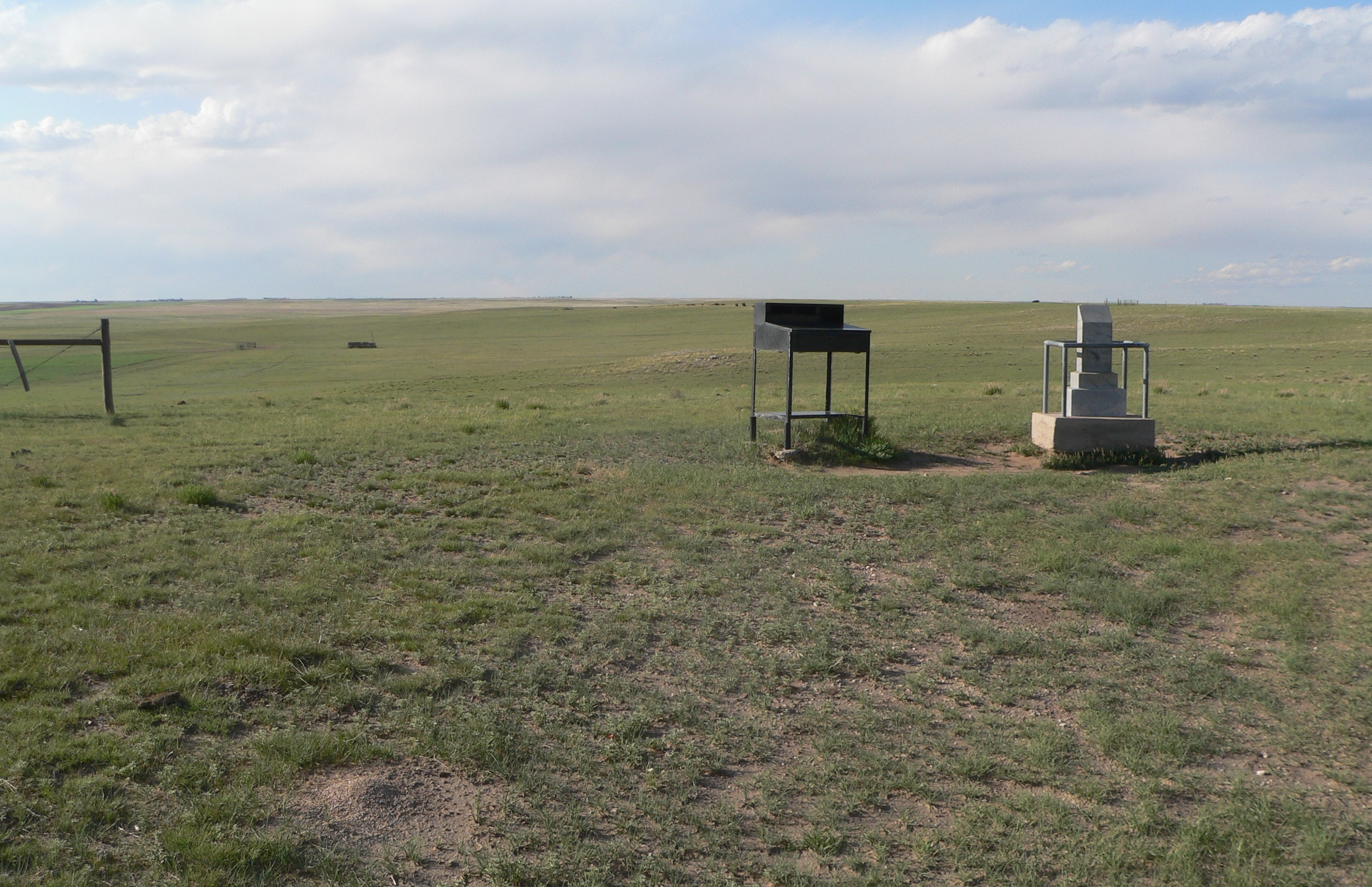
Высшая точка штата, Панорама-Пойнт, не является возвышенностью

Небраска — штат США, расположен в центре Континентальных штатов.
Площадь Небраски — 200,5 тыс.км² (16-е место в США), это сравнимо с территориями таких стран, как Беларусь, Кыргызстан или Сенегал. Протяжённость с запада на восток — 690 км, с севера на юг — 340 км.
Небраска граничит с Южной Дакотой на севере, с Айовой — на востоке, Миссури — на юго-востоке, Канзасом — на юге, Колорадо — на юго-западе, Вайомингом — на западе. В состав штата входит 93 округа. Небраска находится в двух часовых зонах. Через территорию штата с запада на восток протекают три крупных реки: Найобрэра в северной части штата, Платт, образованная слиянием рек Норт-Платт и Саут-Платт в центральной части и Репабликан в южной части. Река Миссури образует на востоке естественную границу штата (за исключением небольшой территории).
В геологическом плане Небраска делится на два региона: Рассечённые равнины и Великие равнины. Восточная часть штата лежит в зоне Рассечённых равнин, сложившихся ещё до отступления ледника и представляющих собой местность с характерными пологими холмами. Центральная и западная Небраска относятся к зоне Великим равнинам, которые в свою очередь делятся на ряд субрегионов. На западе расположен малонаселённый Небраскинский выступ размером 160 на 200 км, с более сухим и прохладным климатом.
Самой высокой точкой штата является Панорама-Пойнт — возвышенность высотой 1655 м, находящаяся на западе Небраски на границе с Колорадо и Вайомингом. Самая низкая точка — река Миссури на границе с Канзасом (256 м) на юго-востоке.
Климат также меняется от семиаридного на западе до влажного умеренного на востоке. В западной Небраске зимой наблюдается шинук, поднимающий температуру в течение суток на 30°С. Индейцы называют подобное явление Пожирателем снега. После прохождения шинука температура возвращается к прежним значениям в течение нескольких суток.
Национальных парков в Небраске нет, но есть охраняемые территории под управленнием Службы национальных парков.
- Agate Fossil Beds National Monument
- Калифорнийская тропа — частично
- Чимни-Рок — образование необычной формы
- Homestead National Monument of America
- Lewis and Clark National Historic Trail
- Missouri National Recreational River
- Мормонская тропа — частично
- Niobrara National Scenic River
- Орегонская тропа — частично
- Pony Express National Historic Trail — от Миссури до Калифорнии
- Scotts Bluff National Monument

Также известен Небраскинский национальный лес.
В Небраске также образованы парки штата, природоохранные территории, находящиеся в ведении правительства штата.